# Ленник (коммуна)
Ленник (фр. Lennik, нидерл. Lessen) — коммуна в центральной Бельгии, расположенная в провинции Фламандский Брабант, округ Халле-Вилворде.
Находится в так называемом «Зелёном поясе» (Groene Gordel) столицы государства — Брюсселя. Площадь — 30,80 квадратных километров, население — 8925 чел. (2014), в том числе 48,95 % мужчин и 51,05 % женщин. Плотность — 290 чел./км².
Муниципалитет Ленник включает в себя три района — Гаасбек, Синт-Квинтенс-Ленник и Синт-Мартенс-Ленник.

## История
По археологическим данным в центре нынешнего города в римские времена существовало уже поселение Линус или Линней.
В письменных источниках впервые упоминается в 847 году.

## Города-побратимы

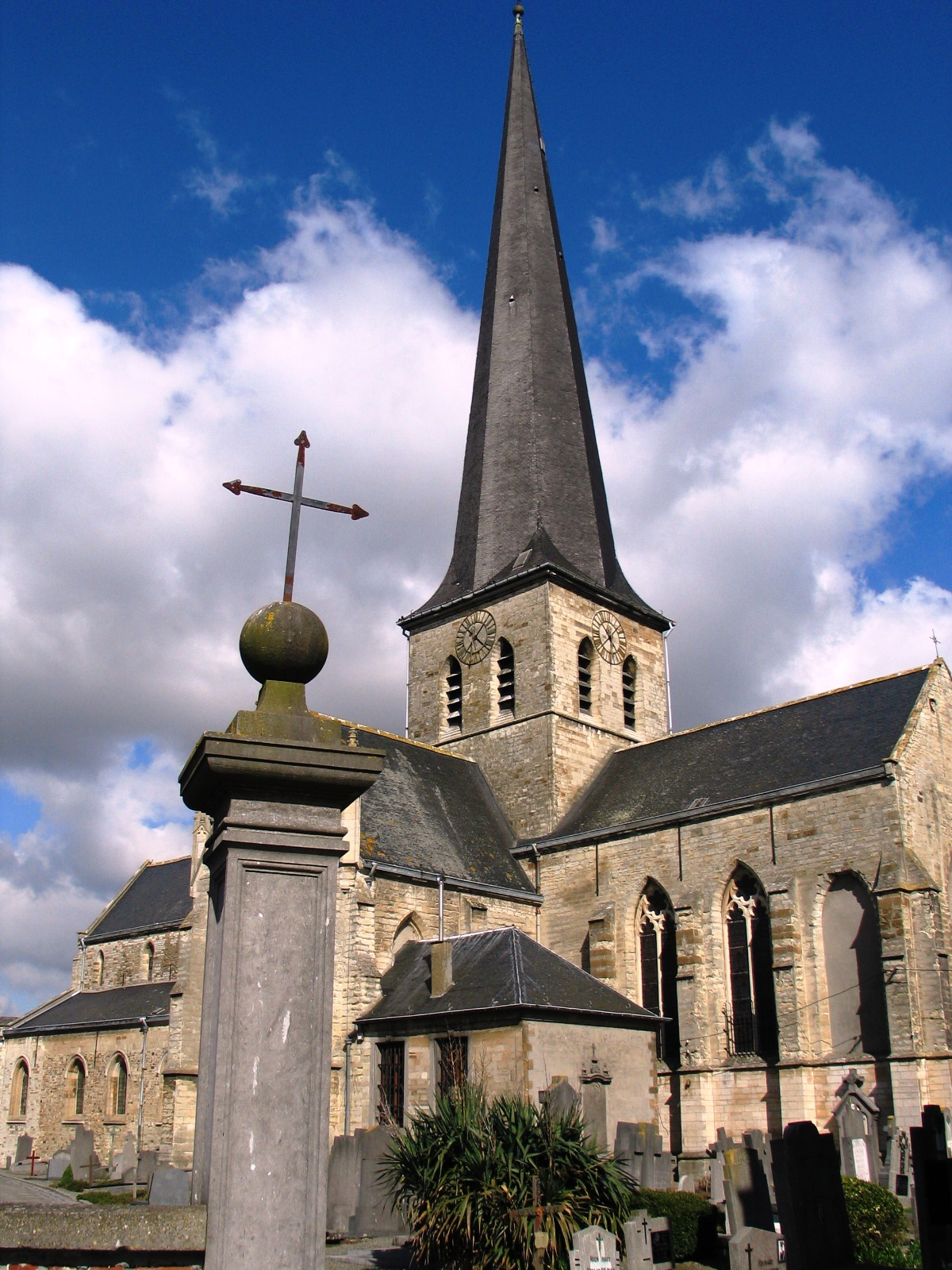
Церковь Св. Квинтенса

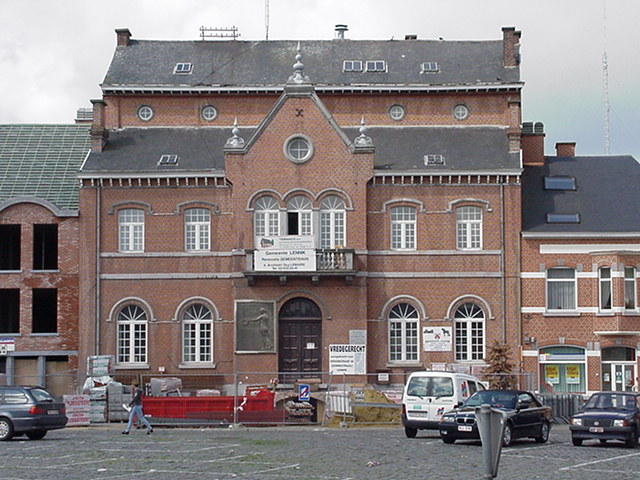
Городской магистрат

1. Италия — Арконате